# Doris Altman
Doris Fredrika Altman, född 19 september 1889 i Tyska S:ta Gertruds församling i Stockholm, död där 28 oktober 1916, var en svensk skådespelare.

## Filmografi (komplett)
- 1915 – Patriks äventyr - Anette

## Teater

### Roller (ej komplett)
| År   | Roll         | Produktion                             | Regi | Teater             |
| ---- | ------------ | -------------------------------------- | ---- | ------------------ |
| 1900 | Toto         | Zaza Pierre Berton och Charles Simon   |      | Dramatiska Teatern |
| 1906 | Oliver Twist | Oliver Twist Charles Dickens           |      | Östermalmsteatern  |
| 1908 | Jon Blund    | Jon Blund                              |      | Östermalmsteatern  |
| 1908 | Kadett       | Kapten Grant och hans barn Jules Verne |      | Östermalmsteatern  |

### Fotnoter
1. ↑  Sveriges dödbok 1901-2013, (Version 6.0) Sveriges släktforskarförbund (2014) ISBN 9187676648
2. ↑  ”Doris Altman”. Svensk Filmdatabas. https://www.svenskfilmdatabas.se/sv/item/?type=person&itemid=57729. Läst 21 september 2012.
3. ↑  ”Teater, konst, litteratur: Dramatiska teatern”. Dagens Nyheter:  s. 2. 21 september 1900. https://arkivet.dn.se/sok/?searchTerm=&fromPublicationDate=1900-09-21&toPublicationDate=1900-09-21. Läst 7 augusti 2016.
4. ↑  ”Teater, konst, litteratur”. Dagens Nyheter:  s. 3. 11 oktober 1906. http://arkivet.dn.se/arkivet/tidning/1906-10-11/13102a/3. Läst 7 augusti 2015.
5. 1 2  ”Teater, konst, litteratur”. Dagens Nyheter:  s. 2. 23 december 1907. http://arkivet.dn.se/arkivet/tidning/1907-12-23/13530B/2. Läst 5 augusti 2015.